# Cactus brownii
Cactus brownii là một loài thực vật có hoa trong họ Cactaceae. Loài này được (Toumey) Toumey mô tả khoa học đầu tiên năm 1896.